# Monolistra bericum
Monolistra (Typhlosphaeroma) bericum là một loài chân đều trong họ Sphaeromatidae. Loài này được Fabiani miêu tả khoa học năm 1901.